# ۴ ذات‌الکرسی
۴ ذات‌الکرسی یک ستاره است که در صورت فلکی ذات‌الکرسی قرار دارد.